# Diada Nacional de Mònaco
La Diada Nacional de Mònaco (oficialment francès: 'La Fête du Prince', literalment, 'La festa del príncep') és la festa nacional del Principat de Mònaco i se celebra anualment el 19 de novembre.

## Data
Tradicionalment, la data de la diada nacional ve determinada pel príncep regnant. Fins al 2005, els monarques havien escollit el dia del sant del qual rebien el nom. Per exemple, el difunt príncep Rainier III va triar el 19 de novembre, el dia que se celebra Sant Rainier. Quan el príncep Albert II va pujar al tron va acabar amb aquesta tradició triant el mateix dia que el seu pare, en lloc del 15 de novembre, dia de Sant Albert. El 19 de novembre també és el dia de l'ascens oficial al tron d'Albert II.

## Celebracions
El dia nacional se sol celebrar amb focs artificials al port, la nit anterior, i una missa a la catedral de Sant Nicolau, l'endemà al matí.
La gent de Mònaco ho celebra exhibint la bandera monegasca.
És una oportunitat per veure la pompa i les circumstàncies del Principat. Cavallers de Malta, distingits ambaixadors, cònsols i funcionaris de l'Estat vesteixen uniformes carregats de medalles quan es congreguen a la catedral de Sant Nicolau després de la missa. És un dia que s'espera que la família reial aparegui en públic. El naixement dels fills d'Albert II s'ha celebrat de la mateixa manera que un dia nacional i el 7 de gener de 2015 es va declarar festiu (només una vegada).